# Isotomidae
Isotomidae is een familie van springstaarten en telt 1311 beschreven soorten.

## Taxonomie
- Onderfamilie Anurophorinae - Börner C, 1901:42
- Onderfamilie Proisotominae - Stach, 1947
- Onderfamilie Isotominae - Schäffer, 1896
- Onderfamilie Pachyotominae - Potapov MB, 2001:18

## In Nederland waargenomen soorten
- Genus: Anurophorus
  - Anurophorus laricis
- Genus: Archisotoma
  - Archisotoma besselsi
  - Archisotoma pulchella
- Genus: Ballistrura
  - Ballistrura schoetti
- Genus: Cryptopygus
  - Cryptopygus thermophilus
- Genus: Desoria
  - Desoria olivacea
  - Desoria tigrina
  - Desoria trispinata
  - Desoria violacea
- Genus: Entomobrya
  - Entomobrya schoetti
- Genus: Folsomia
  - Folsomia candida - (White Springtail)
  - Folsomia quadrioculata
  - Folsomia spinosa
- Genus: Folsomides
  - Folsomides angularis
  - Folsomides parvulus
- Genus: Isotoma
  - Isotoma anglicana
  - Isotoma riparia
  - Isotoma viridis
- Genus: Isotomiella
  - Isotomiella minor
- Genus: Isotomodes
  - Isotomodes productus
- Genus: Isotomurus
  - Isotomurus antennalis
  - Isotomurus fucicolus
  - Isotomurus graminis
  - Isotomurus maculatus
  - Isotomurus palustris - (Marsh Springtail)
  - Isotomurus plumosus
  - Isotomurus pseudopalustris
  - Isotomurus unifasciatus
- Genus: Pachyotoma
  - Pachyotoma crassicauda
- Genus: Parisotoma
  - Parisotoma notabilis
- Genus: Proisotoma
  - Proisotoma minuta
- Genus: Pseudisotoma
  - Pseudisotoma sensibilis
- Genus: Vertagopus
  - Vertagopus arboreus
  - Vertagopus cinereus